# Koszta Imre
Koszta Imre (1905. május 8. – 1947) labdarúgó, csatár, jobbszélső, edző.

## Pályafutása
1925-ig az Ékszerészek labdarúgója volt. 1925 és 1927 között Olaszországban játszott. Az első idényben a másodosztályú Valenzana csapatában szerepelt, a következőben az Alessandria együttesében. 1927 és 1929 között a Ferencváros labdarúgója volt, ahol egy bajnoki ezüstérmet, két magyar kupa és KK győzelmet szerzett a csapattal. A Fradiban 47 mérkőzésen lépett pályára (7 bajnoki, 33 nemzetközi, 7 hazai díjmérkőzés) és 8 gólt szerzett (1 bajnoki, 7 egyéb). 1929 nyarán nem került bele a dél-amerikai túrára indolú csapatba, ezért elszerződött Újpestre. A következő idényben csak három bajnoki mérkőzésen lépett pályára, de ezzel tagja lett a bajnokcsapatnak. 1930 decemberében Szegedre került a Bástyához. Szerepelt a Vasasban is, de igazi formáját nem nyerte vissza. 1933-ban térdsérülése miatt porcműtéten esett át. A sok kudarc után 1934 januárjában idegösszeomlást kapott és öngyilkosságot kísérelt meg. Leugrott az emeletről, de csak két bordája tört el. 1936-ban, mint a ZTE játékos-edzője fejezte be az aktív labdarúgást.

## Sikerei, díjai
- Magyar bajnokság
  - bajnok: 1929–30
  - 2.: 1928–29
- Magyar kupa
  - győztes: 1927, 1928
- Közép-európai kupa (KK)
  - győztes:1928